# Juan II de Zaragoza
Juan II de Zaragoza nace en torno al 580, San Ildefonso es quien nos da noticia de Juan de Zaragoza, en el Capítulo VI del libro de Scriptoribus Ecclesiasticis. Juan fue abad y después sucedió a Máximo en el obispado de la sede cesarugustana. Fue un hombre erudito en las sagradas escrituras, pero le gustaba más predicar la Palabra que exponerla en los libros; parece que también tuvo un gusto peculiar por la música, por lo que es considerado uno de los más insignes compositores de su época, musicalizó algunos textos de los Oficios Eclesiásticos, parece que también le tenía amor a la liturgia pues compuso varios cánones pascuales.
San Ildelfonso describe a Juan de Zaragoza como hombre generoso y caritativo, de agradable semblante. El mismo San Ildefonso describe así las obras de Juan Zaragoza:

In ecclesisticis officiis quaendem eleganter et sono et oratione composuit. Annotavit inter haec inquirendae Paschalis solemnitatis tam subtile atque utile argumentatum, ut lectori et brevitas contracta, et veritas laceat patefacta.

Ocupó la silla episcopal por doce años (619 – 631) durante los reinados de Sisebuto y Suintila. Juan de Zaragoza fue hermano de San Braulio, quien le sucedió en el Obispado de Zaragoza.